# マリオ・ジャタ
マリオ・ジャタ（Mario Gjata 、2000年7月6日 - ）は、アルバニア・フィエル出身のプロサッカー選手。アルバニアのKSディナモ・ティラナ所属。ポジションは、フォワード（センターフォワード）。